# Крісджен Авасарала
Її Високоповажність Крісджен Авасарала є Генеральним секретарем ООН. Як Генеральний секретар, вона є главою держави та уряду Землі та Місяця, а також головою виконавчої влади Організації Об'єднаних Націй У серіалі її роль виконала Шогре Агдашлу.
Агдашлу повідомляла, що коли вона почала грати Авасаралу, то покладалася на свої знання з політології, щоби наповнити персонажа автентичністю. Вона намагалася використати знання про впливових жінок на ключових посадах.

## Опис персонажа
Майстерний політик і майстриня маневру, вона досягла одного з найвищих рангів в уряді ООН, не балотуючись на виборах. Вона маніпулює тими, хто займає найвищі крісла влади, ретельно розвиваючи стосунки з їхніми подружжями, друзями та найближчим персоналом. Одним розчерком пера чи шепотом на вухо вона знищила багато життів.
Крісджен належить до давньої політичної аристократії на Землі, яка сягає перших днів дослідження та колонізації планет. Марсіанські сепаратисти вбили її батька в період міжпланетної напруги. Її син, космічний піхотинець, загинув під час виконання службових обов'язків, захищаючи інтереси Землі від повстанців-белтерів. Крісджен дуже серйозно ставиться до своєї ролі. Як наслідок, її родина часто була в авангарді великих потрясінь у всій Сонячній системі. Марсіанські сепаратисти вбили її батька під час соціальних заворушень, а син Чаранпал, морський піхотинець, загинув, захищаючи Землю від революціонерів Белта. Незважаючи на ці особисті втрати, сама Авасарала залишається незворушною перед лицем небезпеки, що насувається, і зробить усе можливе, щоб захистити Землю — колиску людства. Авасарала — майстер політичної гри, і вона висловлює зацікавленість уникнути війни (між Землею та Марсом) будь-якою ціною. Маючи головну мету запобігти війні, захистити Землю та потенційно врятувати мільйони та мільйони життів, вона, можливо, вчиняє злі дії заради більшого блага.
Крісджен працювала заступником Генерального секретаря під керівництвом Естебана Сорренто-Гілліса. Піднялася на посаду Генерального секретаря після його відставки та ув'язнення заступника Садавіра Еррінрайта за звинуваченням у державній зраді та змові після скандалу, пов'язаного з Протомолекулою та Жулем-П'єром Мао, який кинув Землю у війну з Марсіанською конгресовою республікою (МКР).
Авасарала ефективно приховує свої емоції за стоїчною зовнішністю. Є певні люди, з якими вона близька, але майже всім іншим вона видається цілком холодною. Здається, вона розглядає емоції як щось, що потрібно контролювати. Інколи Крісджен використовує емоції (наприклад сентиментальність) як зброю — або інструменти — для досягнення певної мети. До прикладу в першому сезоні серіалц з її другом, Франкліном Де Граафом, який є послом на Марсі та особистим другом родини Авасарала. Він мав тісні зв'язки з її батьком і неодноразово бував у родинному домі Авасарали. Крісджен маніпулює своїм другом, бреше йому, щоб стежити за певними марсіанськими кораблями-невидимками. Коли начальство Де Граафа дізнається про це, воно звинувачує його у розкритті секретної інформації. Це призводить до його вигнання з Марса — місця, яке він вважав домом і хотів усамітнитися. Де Грааф впадає в глибоку депресію, і імовірно він покінчив життя самогубством. Однак це самогубство викликає сумніви, оскільки воно нібито було інсценованим. Перед цим, в останній розмові Авасарали з Де Граффом, він розповідає історію, де Крісджен демонструє своє бажання перемогти будь-якою ціною. Авасарала страждала під час цього, але вона намагається не подавати виду. Крісджен здається холодною, але запевняє своїх колег, що засмучена втратою. Навіть доходячи до того, що звинувачує себе в деяких незначних деталях, які вона пропустила.
Згодом вона програла вибори Ненсі Гао, яка обіймала посаду заступника генерального секретаря з внутрішніх справ у Групі вищого керівництва Авасарали, перш ніж піти у відставку, щоб балотуватися. Крісджен залишилася членом Генеральної Асамблеї і була призначена Ненсі Гао до Кільцевої еміграційної комісії ООН для сприяння еміграції до міжзоряних колоній. Після смерті Гао Авасарала прийняв посаду в тимчасовому комітеті в.о. генерального секретаря Девіда Пастера. Але Пастер пішов у відставку після його наказу вдарити Палладу у відповідь за атаки астероїдіами сил Інароса. Генеральна Асамблея ООН висловила недовіру Пастеру, Авасарала призначається Генеральним секретарем і з тих пір обіймає цю посаду.
Крісджен є людиною, яка може розділяти свої емоції — це призводить до потенційного маніпулювання емоціями інших. Вона працювала зі своїми ворогами та людьми, які їй не довіряють, щоб досягти своїх цілей. Після поранення під час атаки Жуля-П'єра Мао та Садавіра Еррінрайта Авасарала відновлюється на борту «Росінанта» разом із Голденом та його командою. Вона працює з ними, хоча Наомі Нагата їй не довіряє (і не подобається).
Хоча Крісджен тримає свої емоції під контролем і раціонально використовує їх для досягнення власних цілей, вона не стоїк. Той факт, що вона вміє тримати свої емоції під контролем, служить їй добре протягом усього серіалу. Коли вона розкриває проект «Калібан», стає відомо, що їй довелося мати справу зі спробами вбивства та експериментальними людськими гібридними істотами. Сталеві нерви (і емоції) допомогли їй пройти через складні ситуації.
На відміну від Садавіра Еррінрайта, Авасарала відкрито не довіряє великим корпораціям та їхнім власникам, а саме Жулю-П'єру Мао. І не боїться завдати шкоди своїй сім'ї та бізнесу, якщо це означає виживання Землі. Цей ризик виправдовується, коли Еррінрайт і Мао зраджують її та намагаються вбити за те, що Крісджен планувала викрити їхню змову.
Незважаючи на те, що її думки можуть бути зосереджені на власному сприйнятті «вищого блага», дії Крісджен є оманливими. Авасарала вступає в змову з Котіяром, який є відомим шпигуном і не користується повагою інших політиків та урядовців. Щоб отримати те, що хоче, і досягти своєї мети, Авасарала зробить все, що можливо. Ще один приклад ментальності «більшого добра» у другому сезоні, де вона об'єднується з Котіяром, щоб отримати зв'язок із полковником Фредом Джонсоном. Коли Котіяр встановлює зв'язок між Авасаралою та Джонсоном, то нагадує їй, що розмова з Фредом може бути визнана ООН зрадою. Авасарала відповідає: «Якщо я нічого не зроблю, мільйони можуть померти». Її мотиви здаються утилітарними. Здається, коли вона робить кроки, то дбає найкраще про інтереси громадян Землі. Крісджен тягнеться до чоловіка, якого вона публічно відшмагала, в надії стати на крок ближче до миру. Протягом другого сезону полковник Фред Джонсон і Крісджен Авасарала працюють разом. Таким чином, вона робить щось неправильне (поєднуючись із «ворогом»), щоб зробити щось, що сприймається як праведне. Авасарала із задоволенням вчиняє мерзенні дії та порушує моральні правила, коли це відповідає її цілям — для неї цілі виправдовують засоби.
Крісджен — людина з баченням і планом; мало хто знає про її справжні наміри, і вона не соромиться натиснути на будь-кого, хто стане на перешкоді досягнення її цілей. Коли вона дізнається, що заступник міністра Садавір Еррінрайт і Жуль-П'єр Мао причетні до розпалювання війни між Марсом і Землею, Авасарала починає розслідування, щоб зібрати докази, аби знищити їх. Вона стикається з Еррінрайтом, щоб передати повідомлення Мао. У цьому повідомленні вона погрожує родині Мао та імперії, яку він побудував. У Авасарали була місія, і вона не дозволяла нічому стати на її шляху. З її точки зору, морально правильною метою є уникнення міжпланетної війни.
Однак є й інші, які дивляться на цю ситуацію інакше — Роберта «Боббі» Дрейпер; офіцер марсіанської морської піхоти. Побачивши загін, до якого вона належала, знищений у конфлікті, Дрейпер прагне вступити у війну з Землею. Оскільки сина Авасарали вбили марсіанські солдати, для Генерального секретаря було б логічним не довіряти Дрейпер; однак це не так. Дрейпер втекла до ООН після того, як дізналася про проєкт «Калібан» — гібридну істоту, яка була створена як зброя Жуля-П'єра Мао та його компанії. Дрейпер поступово переходить від солдата, який діяв виключно за наказами марсіанської морської піхоти, до дій більше за своїм моральним компасом.
Іншим персонажем, який виступає як різкий контраст з Авасаралом, є Наомі Нагата. Коли на «Росінант» прибуває поранена Крісджен, між нею і Нагатою та Авасаралою прохолодні відносини. Нагата знає, що Авасарала дуже схильна маніпулювати, тому її хвилюють мотиви Крісджен. Після того, як Нагата віддає Фреду Джонсону цінний зразок протомолекули, яку хотіла Крісджен, жінки починають розмову. Наомі попереджає її про спробу отримати зразок протомолекули. У них різні етичні кодекси та уявлення про добро і зло, але вони обидві вірять, що їхні методи служать для загального блага. Протиставлення цих персонажів є переконливим. Наомі Нагата не завжди діяла морально; вона покинула свою дитину; вона пішла за спину Голдена, щоб віддати протомолекулу Фреду Джонсону. Авасарала більше звикла до планування на довгу гру; вона краще розбирається в стратегії та приймає рішення, які впливають на майбутнє.
Крісджен Авасарала — політик. І як політик, вона може сказати, що робить правильно, і люди вірять їй. Частково те, що робить Авасаралу таким переконливим персонажем, це її здатність говорити вам те, що хочеться почути. Вона також зробить усе можливе, щоб перемогти та досягти своїх цілей. Переконливим у ній є те, що вона завжди може здивувати. Незважаючи на те, що її дії можуть бути недобрими, загальні міркування для того, що вона робить, хороші. Особистість Авасарали часто є однією з суперечливих рис — вона ерудована й елегантна, завжди належним чином і красиво одягнена. Але також сумно відома тим, що вживає ненормативну лексику та ненормативні вчинки. Боббі Дрейпер, описала її як «лайливого далекобійника». В один момент вона холодна й безжальна — коли катує в'язня, щоб отримати інформацію, або маніпулює близьким другом Де Граафом, щоб він зруйнував його кар'єру заради своєї політичної вигоди. А в наступний — вона тепла й материнська, граючи з онуком або даруючи Еррінрайту шанс очиститися. Вона прониклива й розумна, орієнтується в людях, а також є гострозорою й безжалісною обманщицею, яка часто бреше заради досягнення своїх цілей. Наприклад, коли вдавала, що знає капітана Євгенія, аби переконати Сорренто-Гілліса зробити те, що вона хоче. Або коли приписувала фальшиві цитати загиблому адміралу Советеру та називала його своїм другом — тоді як насправді вони тільки кілька разів розмовляли один з одним.
Авасарала неймовірно амбітна, вона зробить усе, щоб перемогти. І хоча зазвичай її амбіції керуються праведним прагненням захистити Землю, вона заходить занадто далеко у своєму бажанні бути найкращою. Це найбільш добре видно, коли їй доводиться конкурувати з Ненсі Гао за посаду Генерального секретаря. Авасарала використовує плітки та інформацію проти Гао та поступово починає втрачати свою початкову мету. Амбіції загострюють жорстокість і схильність до маніпулювання — аж до того, що вона використовує пам'ять про свого померлого сина для політичного просування — через що її чоловік Арджун розчаровується в ній.
Незважаючи на те, що Авасарала вперта і невибаглива, вона також здатна до особистих роздумів і зростання. На початку вона палка патріотична та зневажлива до інших культур Сонячної системи. Але це поступово змінилося через її щиру дружбу із Боббі та її досвід з екіпажем «Росінанта». Як вона розповідає адміралу Дельгадо — навчилася слухати інших і думати про свої недоліки. Наприклад, коли вона радить Ненсі Гао не робити тих самих помилок, що й вона — і переконатися, що вона не присвятила все своє життя своїй політичній діяльності заради положення. Хоча на початку вона безжалісно наказувала знищити марсіанські бази або вбити солдатів суперника, з роками вона змінюється і стає більш співчутливою. Вона прихильна до страждань Белтерів, які втратили своїх близьких і відмовляється атакувати поселення в Белті — навіть якщо це допоможе їм усунути Марко Інароса.